# Henrik Kröyer Holme
Die Henrik Kröyer Holme (oft auch Henrik Krøyer Holme) sind eine grönländische Inselgruppe im Nordost-Grönland-Nationalpark.

## Geographie
Die Inselgruppe besteht aus drei flachen Inseln mit einer Gesamtfläche etwa 9,6 km², die sich bis zu etwa 27 m über den Meeresspiegel der Grönlandsee erheben. Sie liegt nördlich des 80. Breitengrades östlich von Amdrup Land vor der nordostgrönländischen Küste. Das Kap Sophus Müller Næs ist in nordwestlicher Richtung etwa 13 km entfernt. Der nächste bewohnte Ort ist die 115 km nordnordwestlich gelegene dänische Militärbasis Station Nord. Die Inseln bestehen aus zerbrochenem Kalkstein aus dem Karbon und dem Perm, der fossile Korallen enthält.
Die Henrik Kröyer Holme liegen im Nordostwasser, einer im Sommer bis zu 44.000 km² großen Polynja, die sich jedes Jahr im April oder Mai südlich von Nordostrundingen öffnet und erst im September wieder schließt. Auch im Winter friert das Nordostwasser nicht vollständig zu, sondern weist Risse und Waken auf.

## Klima
Das Klima der Henrik Kröyer Holme ist hocharktisch. Die Jahresmitteltemperatur beträgt −12,8 °C. Der wärmste Monat ist der Juli mit einer mittleren Temperatur von 1,7 °C, der kälteste ist der März mit einer mittleren Temperatur von −23,9 °C. An durchschnittlich 333 Tagen im Jahr liegt die mittlere Temperatur unter 0 °C.

## Flora und Fauna
Das hocharktische Klima bewirkt, dass die Henrik Kröyer Holme in der Vegetationszone der polaren Kältewüste liegen. Der Pflanzenwuchs ist sehr spärlich. Nur sechs Arten von Blütenpflanzen, darunter der Arktische Mohn, wurden nachgewiesen.
Die Lage am Nordwasser ermöglicht es verschiedenen Meeresvögeln, bereits im Frühjahr Beute zu finden. Die Henrik Kröyer Holme besitzen die größte bekannte Brutkolonie der seltenen Elfenbeinmöwe in Grönland. Weitere Brutvögel sind die Schwalbenmöwe, die Küstenseeschwalbe, die Rosenmöwe, die Eismöwe und wahrscheinlich die Eiderente. Auch Eisbären und Polarfüchse sind auf den Inseln anzutreffen. Die Henrik Kröyer Holme werden von BirdLife International als Important Bird Area (GL054) ausgewiesen.

## Geschichte
An der Küste von Amdrup Land und auf den Henrik Kröyer Holmen wurden Spuren der Independence-II-Kultur (1400 bis 400 v. Chr.) gefunden. Aus europäischer Sicht wurden die Inseln von der Danmark-Expedition entdeckt, die von 1906 bis 1908 unter Leitung von Ludvig Mylius-Erichsen den Nordosten Grönlands erforschte. Die Expeditionsteilnehmer Alfred Wegener und Gustav Thostrup (1877–1955) betraten sie im April 1907 und fanden zahlreiche Fossilien. Namensgeber für die Inselgruppe ist der dänische Zoologen Henrik Nikolai Krøyer. 1980 besuchten zwei Geologenteams einer schwedischen Expedition mit dem Eisbrecher Ymer die Henrik Kröyer Holme. Im Juli 1984 wurde auf einer der Inseln eine automatische Wetterstation installiert.